# Kakegawa Makoto
Makoto Kakegawa (sinh ngày 23 tháng 5 năm 1973) là một cầu thủ bóng đá người Nhật Bản.

## Sự nghiệp câu lạc bộ
Makoto Kakegawa đã từng chơi cho Bellmare Hiratsuka, Vissel Kobe và Shimizu S-Pulse.